# Suite for B… City
Suite for B… City ist ein Musikalbum des Ensembles ’T Nonet Fred Van Hove. Die am 8. April 1996 bei einer Live-Aufführung im Rahmen des Workshop Freie Musik ’96 in der Akademie der Künste, Berlin, entstandenen Aufnahmen erschienen im Oktober 1997 auf dem Label FMP.

## Hintergrund
Van Hove wurde von den Veranstaltern von Jazz Middelheim beauftragt, ein Stück für ein größeres Ensemble zu schreiben. Er nahm den Auftrag an und begann, eine Gruppe aus zwei seiner Trios zusammenzustellen, ergänzt um andere Musiker, mit denen er entweder zuvor zusammengearbeitet hatte oder die musikalisch zu diesen Personen passten. Mit dieser Suite präsentierte er „eine Klangkarte der Stadt“, wie sie dann vom Pianisten und acht Mitspielenden beim FMP-Workshop 1996 konzipiert und aufgeführt wurde.
Van Hove spielte mit einem Ensemble, zu dem die Posaunisten Johannes Bauer und Paul Rutherford, der Trompeter Axel Dörner, die Sängerin Annick Nozati, die Saxophonisten John Butcher und André Goudbeek, der Tubaist Benoît Viredaz und der Schlagzeuger Ivo Vander Borght gehören.

## Titelliste
- ’T Nonet & Fred Van Hove: Suite for B… City

1. Smooth Ascend & Bumpy Descend 22:58
2. Town/White 7:17
3. Town/Red 12:11
4. Bollocks City 28:47
5. Tristesse de Joko 6:32

Die Kompositionen stammen von Fred Van Hove.

## Rezeption
Thom Jurek verlieh dem Album in Allmusic vier Sterne und schrieb, Suite for B… City sei ein groß angelegtes Werk voller Intimitäten. Solo-, Duo-, Trio- und Ganzgruppenbesetzungen wurden in einer freilaufenden Partitur erstellt, um strukturelle Elemente zu ermöglichen, die genügend Raum bieten, um von den individuellen Talenten dieser begabten Musiker improvisiert zu werden. Mit anderen Worten, meinte Jurek, wenn man Van Hoves Klavier lausche, wie er seine fröhliche Schar scherzhafter Improvisatoren durch Zeit und Raum führe, sei es möglich, den Zoo der Stadt in der Zeit der Spätromantik oder des Impressionismus zu besuchen oder morgens in einem Café in der Coltrane-Ära zu sitzen. Wo sich Humor, Emotionen und musikalische Architektur überschneiden und voneinander borgen, erlebe man Van Hove und sein Orchester, die auf dem Hochseil des musikalischen Risikos taumeln und sich austoben.

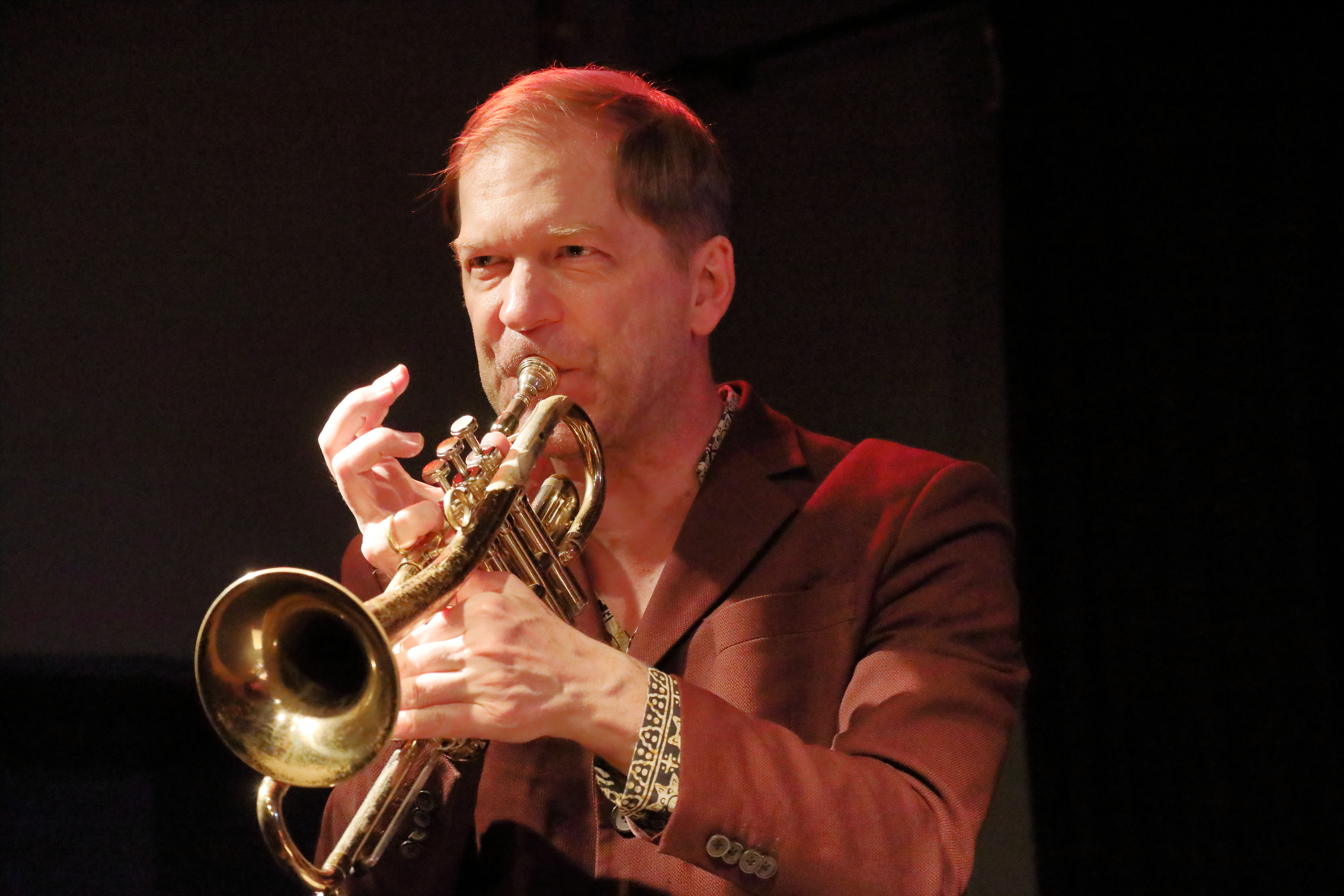
Axel Dörner mit der Gruppe So Seet im club W71 in Weikersheim (2020)

Nach Ansicht von Richard Cook und Brian Morton, die dem Album in The Penguin Guide to Jazz drei Sterne verliehen, biete die große Gruppe Van Hove die seltene Gelegenheit, mit einem beachtlichen Ensemble zu arbeiten, und der Sound, den er damit erschaffe, sei einzigartig, obwohl viele dieser Spieler für sich genommen auch ziemlich vertraut sind. Mit „Bollacks City“ gebe es eine schöne Passage, die fast eine halbe Stunde währt und die ganze Sequenz zu einem Höhepunkt bringe.
Van Hove segle mit seinem Ensemble durch ausgedehnte Muster aus durchgehenden Bläserparts und sprinte dann in Wälder von Duos, Trios und Soli, hieß es in einer Besprechung in Coda. Suite for B… City zerlege die Stadt in diskrete Klangsegmente, aber die Zerlegung sei nur theoretisch, denn der Sound klinge völlig offen für alle Arten von atonalen Clustern.